# Astroboa tuberculosa
Astroboa tuberculosa är en ormstjärneart som beskrevs av Jean Baptiste François René Koehler 1930. Astroboa tuberculosa ingår i släktet Astroboa och familjen medusahuvuden. Inga underarter finns listade i Catalogue of Life.